# Església Ortodoxa de Geòrgia
L'Església Ortodoxa de Geòrgia, amb el nom històric d'Església Ortodoxa i Apostòlica Georgiana (georgià: საქართველოს მართლმადიდებელი სამოციქულო ეკლესია), és una de les esglésies autocèfales integrades en la comunió ortodoxa.

## L'Església georgiana en temps moderns
Després de l'enderrocament del Tsar Nicolau II el març de 1917, els bisbes de Geòrgia van restaurar unilateralment l'autocefàlia de l'Església Ortodoxa de Geòrgia, el 25 de març de 1917. Aquest fet no va ser acceptat per l'Església Ortodoxa Russa o pels soviètics, que van envair Geòrgia el 1921 i van sotmetre l'Església Ortodoxa de Geòrgia a una intensa persecució. Centenars d'esglésies van ser tancades pel govern i centenars de monjos foren assassinats durant les purgues de Stalin. L'autocefàlia fou finalment reconeguda per l'Església Ortodoxa Russa el 31 d'octubre de 1943, tot i que continuà sotmesa a la pressió constant de les campanyes antireligioses que les autoritats soviètiques aplicaren durant la postguerra. El 3 de març de 1990 el Patriarcat de Constantinoble reconeixia i aprovava l'autocefàlia georgiana, exercida i reclamada des del segle v).
La independència de Geòrgia el 1991 representà un important ressorgiment de l'Església georgiana, i l'article 9 de la Constitució de Geòrgia destaca el paper essencial de l'Església en la història del país, existint també un acord Estat-Església. El 2002 al voltant d'un 82% dels georgians s'identifiquen a ells mateixos com a ortodoxos georgians. Aquell any hi havia 35 diòcesis i aproximadament 600 esglésies i 730 sacerdots dins del territori de l'Església Ortodoxa de Geòrgia. Es calcula que els seus fidels són uns 5 milions arreu del món (dels quals aproximadament 3.670.000 viuen dins de Geòrgia).